# Lepidozia australis
Lepidozia australis là một loài rêu tản trong họ Lepidoziaceae. Loài này được (Lehm. & Lindenb.) Mitt. miêu tả khoa học lần đầu tiên năm 1871.